# Адорп (Гронінген)
Адорп (нід. Adorp, нід. вимова: [ˈaːdɔr(ə)p]) — село в нідерландській провінції Гронінген. Входить до муніципалітету Гет-Гогеланд.
Його площа становить 0,46км², а населення станом на 2021 рік складало 525 осіб.
До 1990 року мало статус окремого муніципалітету.

## Галерея

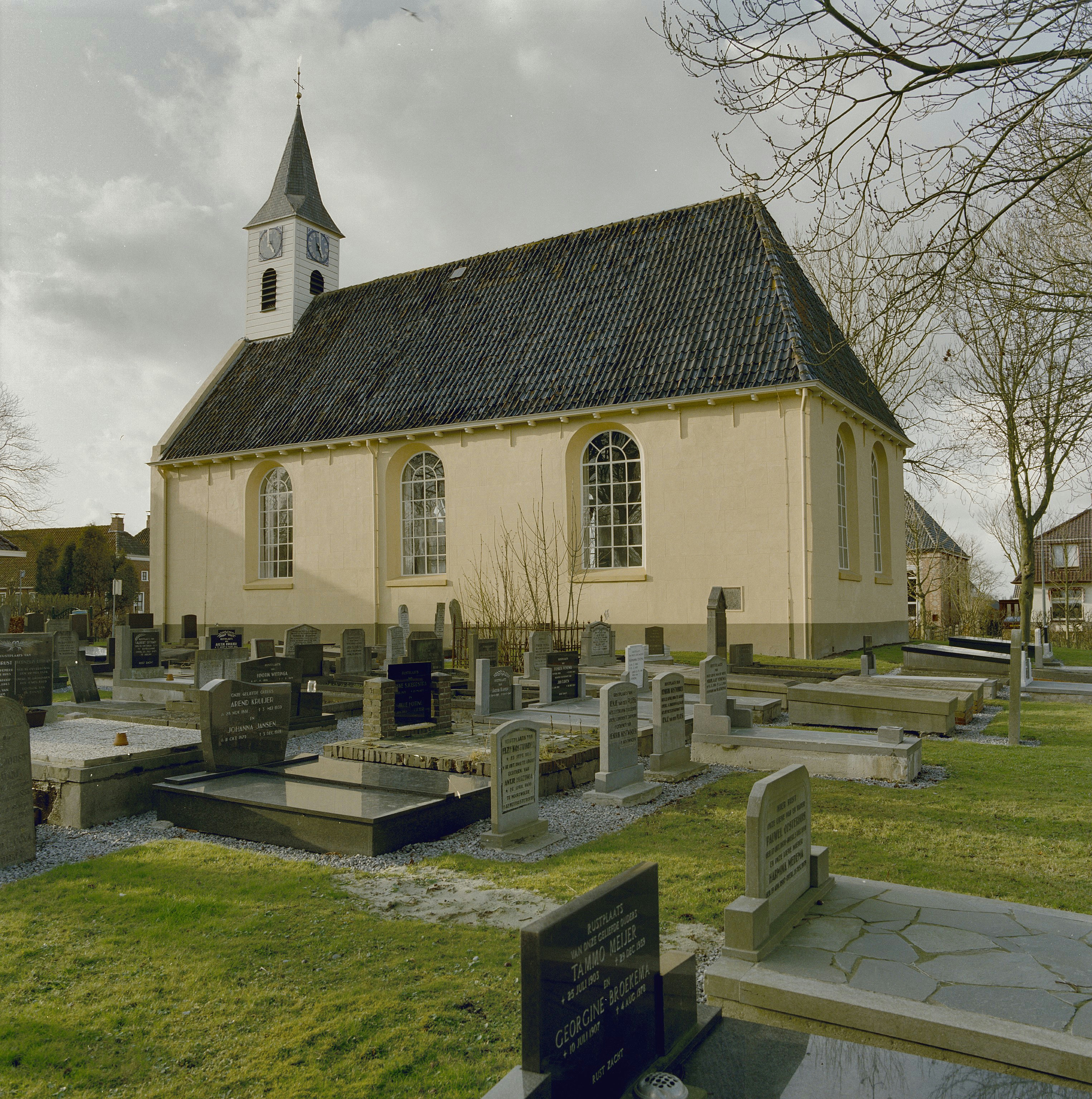
Протестантська церква
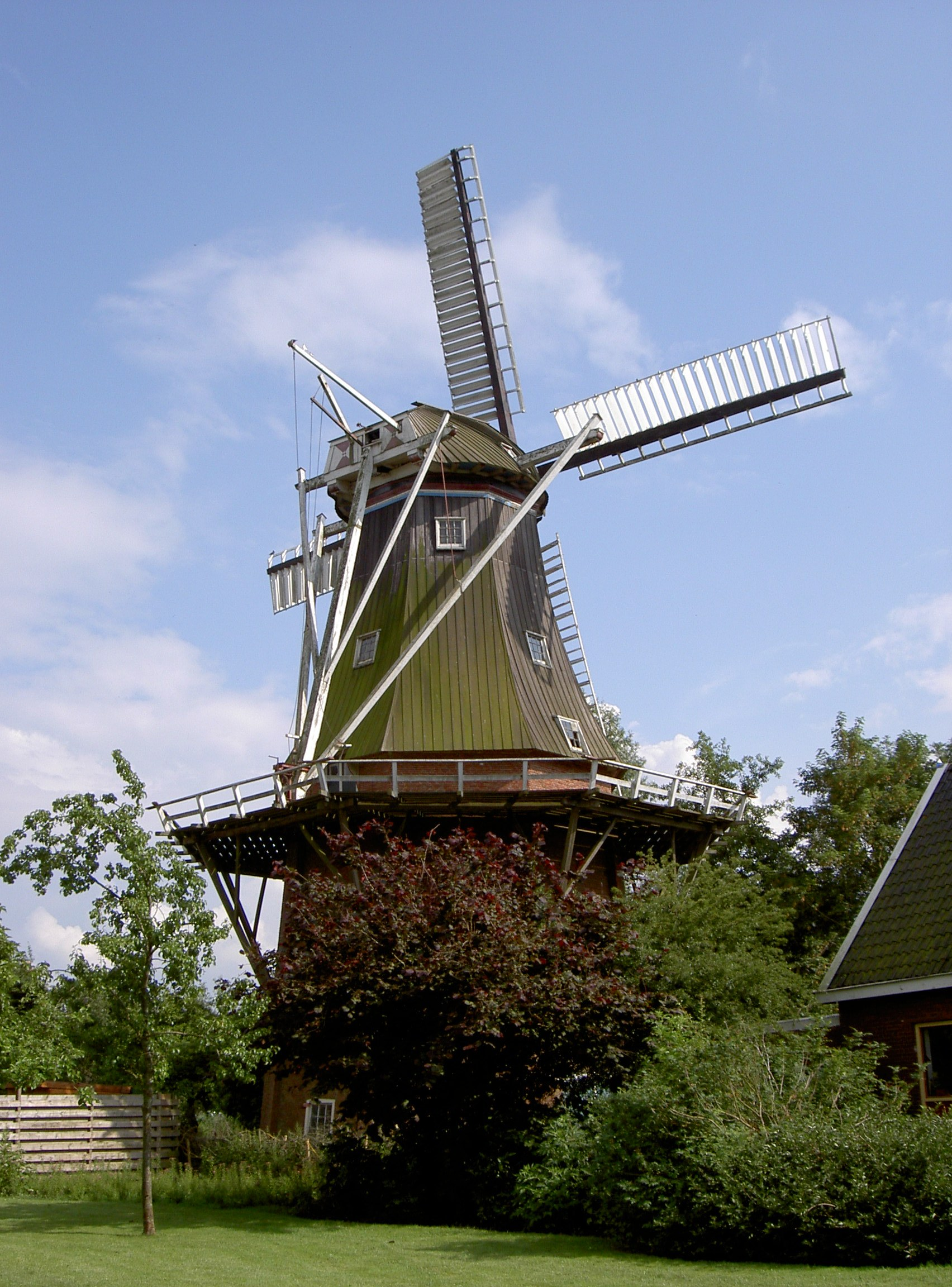
Вітряк Aeolus
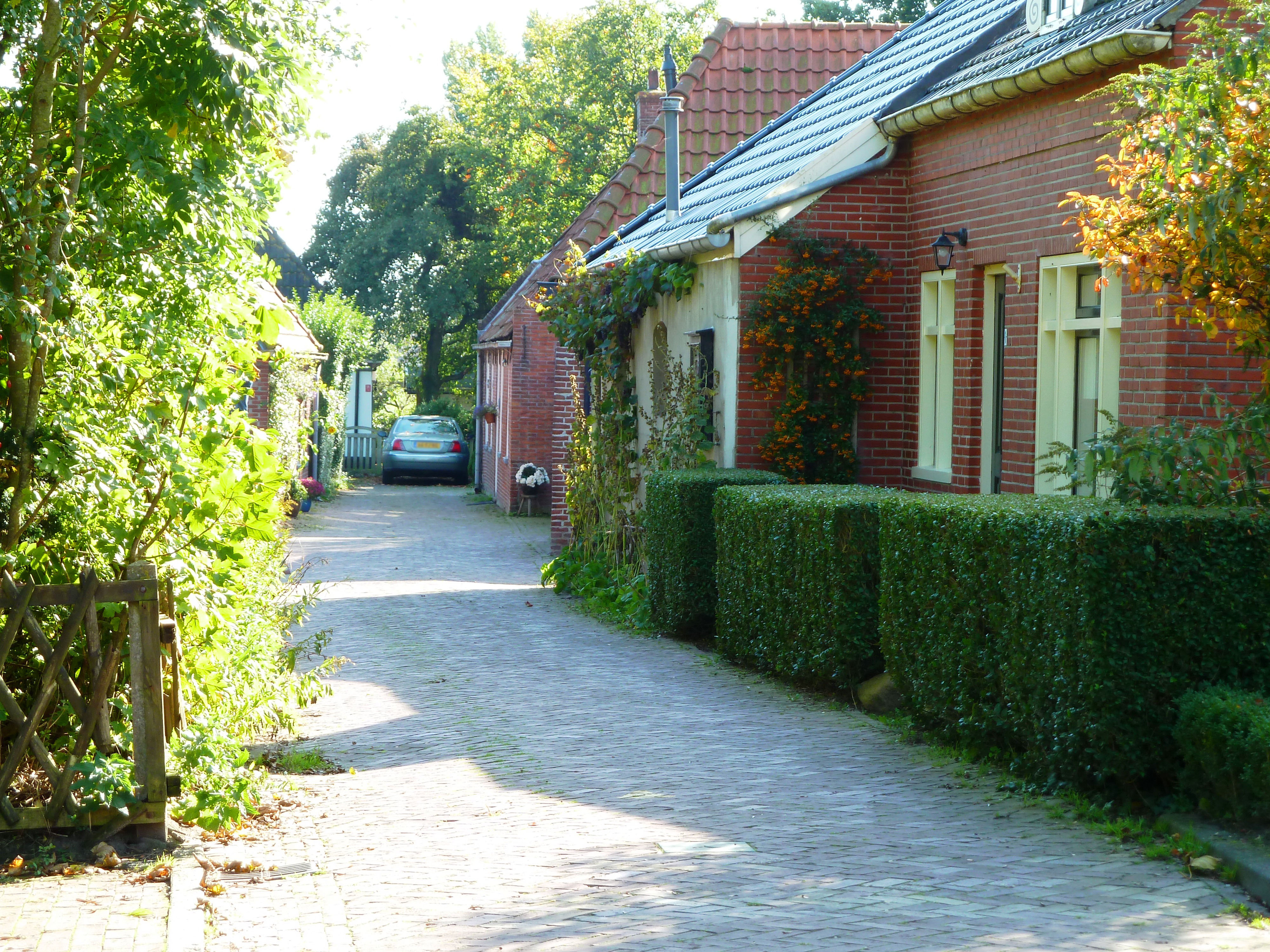
Вуличка Адорпа